# Agafia Constantin
Agafia Constantin (Crişan, Tulcea, 19 de abril de 1955) é uma ex-velocista romena na modalidade de canoagem.

## Carreira
Foi vencedora da medalha de Ouro em K-4 500 m em Los Angeles 1984, junto com as colegas de equipa Nastasia Ionescu, Tecla Marinescu e Maria Ştefan.